# NHK松縄ラジオ放送所
NHK松縄ラジオ放送所（エヌエイチケイまつなわラジオそうしんじょ）は香川県高松市松縄町にあるNHK高松放送局の中波放送送信所である。

## 放送区域
第1放送と第2放送では設置目的が異なるため出力や放送区域も異なる。

### 第1放送
香川県のほぼ全域に電波を発射している。徳島県の北部地域でも昼間の聴取が可能。観音寺市周辺へはここからの電波が届きにくいため第1放送専用の中継局「観音寺ラジオ中継放送所」（観音寺中継局）が設置されている。夜間の場合、四国では高松局が一番混信が少ないため四国の情報を聞く場合はこの局が使われることが多い。

### 第2放送
高松市周辺の広い地域に電波を発射している。第2放送は全国放送であるためこの送信所の電波が届きにくい高松市以外の地域では隣県や大阪の第2放送を受信する。

## 歴史
元来香川県は面積が狭く、電波銀座と言われる瀬戸内海に突き出したような位置にあるため、隣県の電波が多く受信できる環境にあった。そのため放送を管轄する国からラジオ放送においては香川県を対象としたローカル放送の設置がなかなか認められず、中継所から始まり放送対象地域が変わるなど送信所が現在地に落ち着くまでは今里→七番丁→上福岡の3か所を転々としている。
- 1944年（昭和19年）2月 - 高松市今里町に今里送信所完成。
- 1944年（昭和19年）5月17日 - 電波管制に伴う措置として高松臨時放送所、今里送信所より放送開始（周波数：1280kc コールサイン無し 出力：50W）
  - 中継放送のみでコールサインなし。高松放送局のラジオの開局日はこの日となっている。
- 1945年（昭和20年）9月7日 - 高松放送局開局（高松出張所と高松臨時放送所を合併）コールサインJOHP付与
- 1948年（昭和23年）9月28日 - 送信所を高松市今里町から七番丁（現番町1丁目）に移転。
- 1954年（昭和29年）12月 - 送信所を高松市七番丁（現番町1丁目）から上福岡町の上福岡放送所に移転。同時に出力を50W→500Wに増力。
- 1958年（昭和32年）6月29日 - ラジオ第2放送開始（周波数：1035kHz コールサイン：JOHD 出力：500W）。
- 1960年（昭和35年）1月 - ラジオ第1放送の出力を500W→1kWに増力。
- 1963年（昭和38年）9月27日 - ラジオ送信所を高松市上福岡町の上福岡放送所から松縄町の松縄ラジオ放送所に移転。同時に出力を第1放送1kW→5kW、第2放送500W→1kWに増力し、設備を遠隔操作で自動化し施設を無人化。
- 2008年（平成20年）11月1日 - 住所が松縄町字下所695番地から現在のものに変更。
  - 前日に行われた太田第2土地区画整理事業の換地処分公告を受けたもので、実際に施設の移転などがあったわけではない。

## 施設
- 所在地：香川県高松市松縄町1103番地1

高松市郊外に位置している。完成当初周辺は田園地帯であったが、その後太田第2土地区画整理事業などで周辺は宅地化した。

## AMラジオ放送放送設備
| 周波数  | 放送局名   | コールサイン | 空中線電力 | 放送対象地域 | 放送区域内世帯数 |
| ------- | ---------- | ------------ | ---------- | ------------ | ---------------- |
| 1035kHz | NHK高松第2 | JOHD         | 1kW        | 全国         | -                |
| 1368kHz | NHK高松第1 | JOHP         | 5kW        | 香川県       | -                |

- 第1・第2とともにNHK山形放送局の鶴岡中継局やNHK松山放送局の八幡浜中継局、NHK高知放送局の大正中継局と周波数が全く同じである。

### 混信について
- 第1放送は周波数が同一の鳥取放送局の第一放送（1368kHz）、周波数が隣接する民放の中国放送（1350kHz）や松山放送局の三好池田中継局（1359kHz）、山口放送局の第二放送（1377kHz）、岡山放送局の第二放送（1386kHz）と混信する場合がある。
- 第2放送は周波数が同一の新居浜ラジオ中継放送所（1035kHz）と混信する場合がある。